# 名古屋市立香流中学校
名古屋市立香流中学校（なごやしりつ かなれちゅうがっこう）は、名古屋市名東区猪子石原二丁目1301番地にある公立中学校。

## 沿革
- 1986年（昭和61年）4月1日　- 開校
- 1994年（平成6年）4月 - 福祉協力校の指定を受ける。
- 2001年（平成13年）4月 - 障害児学級を開設。
- 2005年（平成17年）2月 - なごやスクールISOの認定を受ける。

## 部活動

### 体育・運動部
- 野球部（男子）[1]
- サッカー部（男子）[1]
- バレーボール部（男子・女子）[1]
- ハンドボール部（男子・女子）  [1]
- 合唱部（女子）[1]

## 通学区域
香流小学校学区
- 赤松台[2]
- 猪子石原1丁目～2丁目[2]
- 猪子石原3丁目（一部）[2]
- 香流1丁目～3丁目[2]
- 香坂[2]
- 神月町[2]
- 天神下[2]
- 山の手1丁目～3丁目[2]

引山小学校学区
- 猪子石原3丁目（一部）[2]
- 延珠町[2]
- 香南1丁目～2丁目[2]
- 引山1丁目～4丁目[2]

## アクセス
名古屋市営バス
- 香流中学校バス停より徒歩約2分。
- 引山バスターミナルより徒歩約10分。

## 著名な卒業生
- 矢沢みのり（モデル、スタイリスト、元子役）：2010年に卒業